# A Storm in Heaven

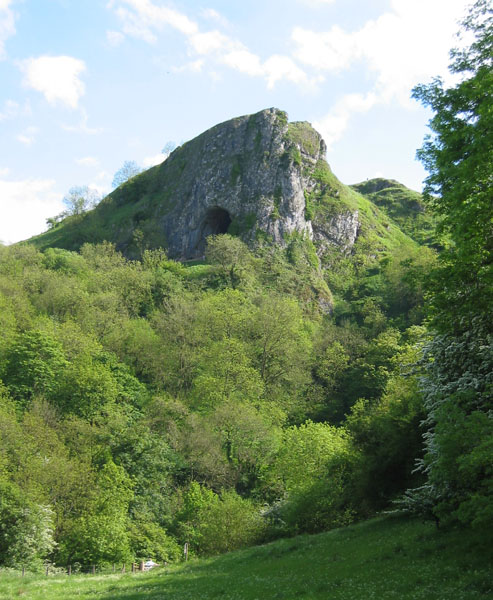
Die Karsthöhle Thor’s Cave in Staffordshire als Frontbildmotiv und Videoschauplatz

A Storm In Heaven (engl.: Ein Sturm im Himmel) ist das erste offizielle Langspiel-Musikalbum der britischen Band Verve (später dann The Verve) und wurde am 21. Juni 1993 veröffentlicht. Es erreichte Platz 27 der offiziellen britischen Albumcharts.

## Beschreibung
Das Album demonstriert eine Synthese aus Rock und sphärischen Ambient-Klängen, dominiert durch die mal zarte, mal dröhnende und hauptsächlich dazwischen pendelnde, jedoch sich nie auf einem konkreten Ton einlassende Gitarre Nick McCabes. Dazu haucht Richard Ashcroft surreal-lyrische Texte auf das stabil treibende Grundgerüst der Rhythmusgruppe. Musikalische Vergleiche für diesen avantgardistischen Sound, den Verve auf diesem Album präsentieren, waren zu jener Zeit nicht auszumachen. Höchstens frühe Werke der Künstler selbst können herangezogen werden, wie die The Verve EP und die B-Seiten-Sammlung No Come Down.

## Booklet und Videos
Die Gestaltung des Booklets wurde von Michael Spencer Jones (Fotos) und Brian Cannon (Design) in Zusammenarbeit mit Richard Ashcroft vorgenommen. Das Albumcover zeigt das Innere einer Höhle (siehe Bild), in der die Buchstaben des Wortes (glz. Bandnamen) V-E-R-V-E in Flammen stehen. Im Hintergrund erleuchtet mittig der Ausgang, der optisch an die Gestalt des Muttermundes erinnert. Auf der Rückseite des Albums ist ein Grabmal dargestellt, das mit einem Tuch mit der Aufschrift Verve umwickelt ist.
Diese ummantelnde Symbolik von Geburt und Tod im Zusammenhang mit Verve (i. S. d. Begriffs) wird auch von den Songs aufgegriffen – textlich festgemacht an dem Bogen von “Hello it’s me …” (Star Sail – Intro) bis zu “Goodbye my love.” (See You in the Next One ... – Outro). Das Album spiegelt den Lebenszyklus einer Verve in Bezug auf eine kreative (oder manische) Phase wider.
Der Videoclip zur Single Blue spielt ebenfalls mit dieser Symbolik. Während der Hauptteil von Blue in einem Keller(club) stattfindet, verlässt ihn die Band gegen Ende des Clips und findet sich simultan am Ausgang von Thor's Cave (siehe Bild) wieder. Nachdem Ashcroft und co. (verschwommen) an die freie Luft gelangen, endet der Clip.

## Auskopplungen
- Blue (UK: 1993 – #69)
- Slide Away (UK: 1993 – #90; US: 1994)
- Make It ’Til Monday (Live-Single, UK: 1993) im Rahmen des Glastonbury Festivals veröffentlicht

## Trackliste
1. Star Sail – 3:59
2. Slide Away – 4:03
3. Already There – 5:38
4. Beautiful Mind – 5:27
5. Sun, The Sea – 5:16
6. Virtual World – 6:20
7. Make It 'Til Monday – 3:05
8. Blue – 3:24
9. Butterfly – 6:39
10. See You In The Next One, Have A Good Time – 3:07